# Empidideicus griseus
Empidideicus griseus är en tvåvingeart som beskrevs av Zaitzev 1972. Empidideicus griseus ingår i släktet Empidideicus och familjen svävflugor.
Artens utbredningsområde är Mongoliet. Inga underarter finns listade i Catalogue of Life.